# Natalia Kovshova
Natalia Venediktovna Kovshova (en ruso: Ната́лья Венеди́ктовна Ковшо́ва; Ufá, 26 de noviembre de 1920 - cerca de Sutoki, 14 de agosto de 1942) fue una francotiradora soviética que luchó en la Segunda Guerra Mundial. Luchó junto a su amiga María Polivanova. Ambas murieron luchando contra las fuerzas alemanas de la Wehrmacht cerca de Nóvgorod en agosto de 1942. Recibieron póstumamente el título de Héroe de la Unión Soviética, el galardón más alto de la Unión Soviética concedido a la valentía, el 14 de febrero de 1943.

## Biografía

### Infancia y juventud
Natalia Kovshova nació el 26 de noviembre de 1920 en Ufá, la actual capital de la República de Bashkortostán en la RSFS de Rusia. Poco después de su nacimiento, su familia se mudó a Moscú donde asistió a la escuela secundaria. Después de graduarse, comenzó a trabajar en un instituto de investigación de Moscú mientras esperaba ser aceptada en la aviación. Allí conoció a María Polivanova y se hicieron amigas.

### Segunda Guerra Mundial
Cuando comenzó la invasión alemana de la Unión Soviética en 1941, Kovshova se unió a una unidad Narodnoe Opolcheniye (autodefensa) en Moscú con Polivanova. Estos grupos de autodefensa se formaron cuando los aviones de la Luftwaffe alemana comenzaron a bombardear ciudades y pueblos rusos. Kovshova fue responsable del departamento de observación y comunicación, pasando muchas noches en la torre de control. Tras su experiencia en el grupo de autodefensa, fue entrenada como francotiradora en el 528.º Regimiento de Fusileros (130.° División de Fusileros, 1er Ejército de Choque, Frente Noroeste), con el que marchó al frente.

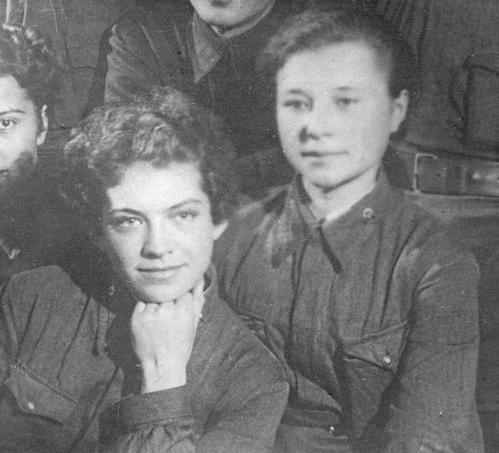
Natalia Kovshova y María Polivanova durante el período de entrenamiento en la escuela de francotiradores.

En enero de 1942, Kovshova y Polivanova, que se había unido al mismo regimiento, comenzaron a luchar contra las fuerzas alemanas en el Frente del Noroeste  Ambas formaban un equipo de francotiradores en el que Kovshova era la francotiradora mientras Polivanova era la observadora. Lucharon en la Batalla de Moscú donde fue enviado su regimiento. Durante la batalla, Kovshova demostró ser una francotiradora experta, matando a numerosos soldados alemanes. También cavó emplazamientos antitanques, nidos de ametralladoras y trincheras de infantería durante la defensa. Asumió entrenar a nuevos soldados en el uso de los rifles, entre ellos estudiantes. Por sus acciones en la batalla de Moscú, recibió la Orden de la Estrella Roja.
El 14 de agosto de 1942, su regimiento luchaba cerca de la aldea de Sutoki-Byakovo en el Óblast de Novgorod. Los ametralladores y francotiradores resistían la ofensiva alemana en las trincheras. Los soldados soviéticos fueron cayendo uno tras otro, hasta que solo quedaron Kovshova y Polivanova, ambas heridas. Como no querían ser capturadas, Kovshova decidió tirar del pasador de su granada y esperar a volar a los soldados alemanes cuando llegaran a la trinchera. Cuando estos llegaron, Kovshova detonó las granadas, matándose a sí misma, a Polivanova y a los soldados alemanes. Fue galardonada póstumamente con el título honorífico de Héroe de la Unión Soviética, en reconocimiento a su sacrificio. Se estima que Kovshova y Polivanova mataron juntas a más de 300 soldados alemanes.

## Reconocimientos

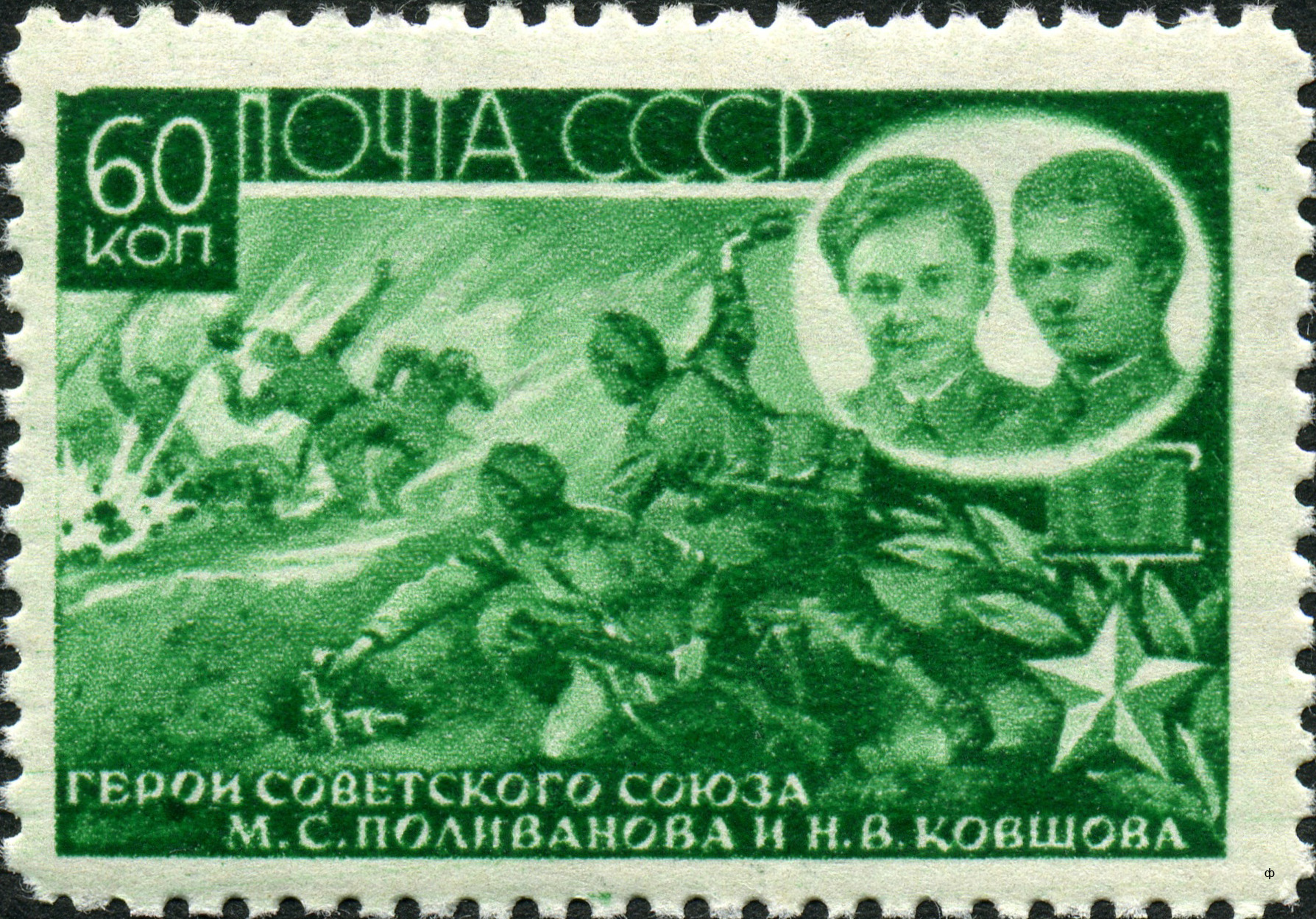
1944 Sello postal soviético que representa a Polivanova y Kovshova

### Condecoraciones
|  | Héroe de la Unión Soviética (14 de febrero de 1943) |
|  | Orden de Lenin (14 de febrero de 1943)              |
|  | Orden de la Estrella Roja (13 de agosto de 1942)    |
|  | Medalla por la Defensa de Moscú (1 de mayo de 1944) |

### Memoriales y conmemoración
- Un sello postal soviético de 1944 muestra a Polivanova y Kovshova momentos antes de morir.
- Un arrastrero factoría pesquero soviético fue bautizado "Natalia Kovshova" en la década de 1960.

### Listas relacionadas
- Lista de heroínas de la Unión Soviética